# 1958年B-47轟炸機空難
1958年B-47轟炸機空難是指1958年2月5日B-47轟炸機在喬治亞州查塔姆縣在空中與F-86擦撞，隨後將原子彈馬克15型拋下的事件。
當時B-47轟炸機從佛羅里達州侯斯坦德空軍基地出發並進行模擬戰鬥訓練。作为模擬敵機的F-86戰鬥機未能在机载雷达发现B-47，导致发现时兩機过于接近而相撞。F-86飞行员及時弃机跳伞逃生，而B-47受损後仍能繼續飛行，於是準備於杭特空军机场迫降。惟此時機上仍載有馬克15核彈，機組人員為了減輕重量並預防迫降引爆炸彈，在取得同意後，於7,200呎高空拋下炸彈。當時原子彈引爆裝置被另外存放在機艙的另一處，所以核弹落入喬治亞州泰比岛周圍海中時，並未引發爆炸。最終B-47成功迫降，機長霍華·李察森獲頒飛行優異十字獎章。
自1958年2月16日開始，美國空軍爆裂物處理中隊與100名海軍人員共同合作，使用手持聲納等儀器展開地毯式搜索。4月16日，軍方宣布搜索未能成功。根據水文調查，能源部推測該核彈應埋在华沙湾海底5至15呎深的淤泥中。
至今核彈行蹤依然成謎。